# Gimcheon Sangmu Football Club
Pour les articles homonymes, voir Sangmu.
Maillots
Actualités
Le Gimcheon Sangmu Football Club (en hangul: 김천 상무 프로축구단, et en hanja : 金泉 尚武 프로蹴球團), plus couramment abrégé en Gwangju Sangmu, est un club sud-coréen de football fondé en 1984 et basé dans la ville de Sangju.
Sangmu (상무) représentant le secteur sportif de l'armée sud-coréenne, le club est constitué de jeunes joueurs professionnels réalisant leur service militaire.

## Histoire

### Repères historiques
- 1984 : Création du club sous le nom de Sangmu et entrée dans la K-League en 1985
- 1986 : Départ de la K-League
- 2002 : Le club prend le nom de Gwangju Sangmu et réintégration de la K-League en 2003
- 2011 : Le club change de nom pour Sangju Sangmu et déménage de Gwangju à Sangju
- 2021 : Le club change de nom pour Gimcheon Sangmu et déménage de Sangju à Gimcheon

### Histoire du club
En Corée du Sud, le service militaire d'une durée minimum de 18 mois est obligatoire pour les hommes âgés de 18 à 35 ans,, contraignant entre autres les sportifs professionnels sud-coréens de suspendre leur carrière. En 1984, le Corps athlétique des Forces armées est formé, permettant aux athlètes de rester compétitifs en s'alignant dans les compétitions nationales.

## Personnalités du club

### Présidents
- Maire de Gimcheon

### Entraîneurs
- Kim Young-bae (11 janvier 1984 - 1984)
- Jang Jong-dae (1985 - 9 juillet 1985 )
- Kim Young-bae (10 juillet 1985 - décembre 1989)
- Lee Kang-jo (1990 - 27 octobre 2010)
- Lee Soo-chul (28 octobre 2010 - 13 juillet 2011)
- Kim Tae-wan (14 juillet 2011 - 29 décembre 2011)
- Park Hang-seo (30 décembre 2011 - 11 décembre 2015)
- Cho Jin-ho (18 décembre 2015 - 25 novembre 2016)
- Kim Tae-wan (25 novembre 2016 - )